# Hatano Yui
Hatano Yui (波多野 結衣 (Ba Đa Dã Kết Y) 24 tháng 5 năm 1988 -)  là một nữ diễn viên, ca sĩ idol và người mẫu trong ngành giải trí cho người lớn ở Nhật Bản. Cô đã tham gia đóng trong hơn 3000 bộ phim người lớn và được xem là một trong những nữ diễn viên phim người lớn nổi tiếng nhất tại Nhật Bản. Ngoài ra, cô còn được biết đến ở nhiều quốc gia trên thế giới với biệt danh "Hatano của thế giới". Cô cũng đã tham gia đóng phim điện ảnh và trước đây là thành viên của nhóm idol T♡Project. Hiện nay, cô đang được đại diện bởi công ty giải trí cho người lớn T-Powers.

## Cuộc đời và sự nghiệp
Yui Hatano sinh ra vào ngày 24 tháng 5 năm 1988 tại Tokyo nhưng lớn lên ở Kyoto. Cô bắt đầu sự nghiệp trong ngành công nghiệp cho người lớn vào năm 2008 khi xuất hiện lần đầu tiên trong bộ phim "Amateur Or More ZERO, Less Than Actress 07" vào ngày 3 tháng 7 năm 2008, dưới nhãn hiệu Zero của công ty AV Prestige. Công ty này chuyên tìm kiếm và giới thiệu các cô gái mới vào ngành. Trước khi tham gia đóng phim người lớn, Hatano đã tốt nghiệp từ một trường thẩm mỹ và ban đầu cô nghĩ đến việc trở thành một người mẫu gravure. Tuy nhiên, vì thế giới người mẫu gravure đầy cạnh tranh và lương thấp, cô đã tìm kiếm một sự nghiệp có thu nhập cao hơn, đó chính là tham gia đóng phim người lớn.
Các bộ phim đầu tiên của Hatano được phát hành hàng tháng dưới các nhãn hiệu Prestige, h.m.p. và Befree, tuy nhiên, sự nổi tiếng của cô bắt đầu tăng nhanh và cô bắt đầu xuất hiện ở các công ty khác như Attackers, Moodyz và Soft on Demand. Vì cô có ngoại hình trưởng thành, cô thường được chọn cho các vai diễn của "jukojo" (nội trợ) hoặc vai "chị dâu". Cô cũng nổi tiếng với khả năng đóng nhiều vai diễn khác nhau và sẵn sàng xuất hiện trong các thể loại nặng (như giả tưởng hiếp dâm, vai đồng tính nữ và S&M). Hatano thường xuất hiện trong các bộ phim AV với sự tham gia của nhiều diễn viên và duy trì mối quan hệ gần gũi với các nữ diễn viên khác như Chihiro Hara, AIKA, Ai Uehara, Tomoda Ayaka và Ruka Kanae.
Mối quan hệ làm việc đáng chú ý nhất của cô là với đàn chị đồng nghiệp nổi tiếng Hibiki Ōtsuki, họ thường xuyên cạnh tranh thân thiết với nhau và được biết đến với tên gọi "HibiHata". Họ đã xuất hiện trong hàng chục bộ phim người lớn kể từ năm 2013. Năm 2014, cô đã giành giải Nữ diễn viên xuất sắc nhất tại Giải thưởng người lớn DMM 2014.
Hatano tiếp tục tham gia quay phim và xuất hiện thường xuyên trong AV, và đến năm 2019, cô đã xuất hiện trong hơn 2400 bộ phim AV (bao gồm cả các bộ phim tổng hợp). Cô cũng tham gia quay nhiều cảnh khiêu dâm không che và được phát hành ngoài Nhật Bản, khiến cô trở thành một trong những ngôi sao phim khiêu dâm nổi tiếng của Nhật Bản ở phương Tây.
Hatano đã trở nên phổ biến ở Singapore và Đài Loan, nơi cô được xem là có khuôn mặt giống với nữ diễn viên và người mẫu nổi tiếng của Đài Loan, Lin Chi-ling. Trong một danh sách tổng hợp của các bộ phim AV bán chạy nhất trên trang bán hàng trực tuyến FANZA của Nhật Bản năm 2018, Hatano đứng đầu trong Top 10 bản tải số điện tử. Cô đã đạt được thành tích tương tự trong năm 2019, với cả bán phím vật lý và số điện tử.

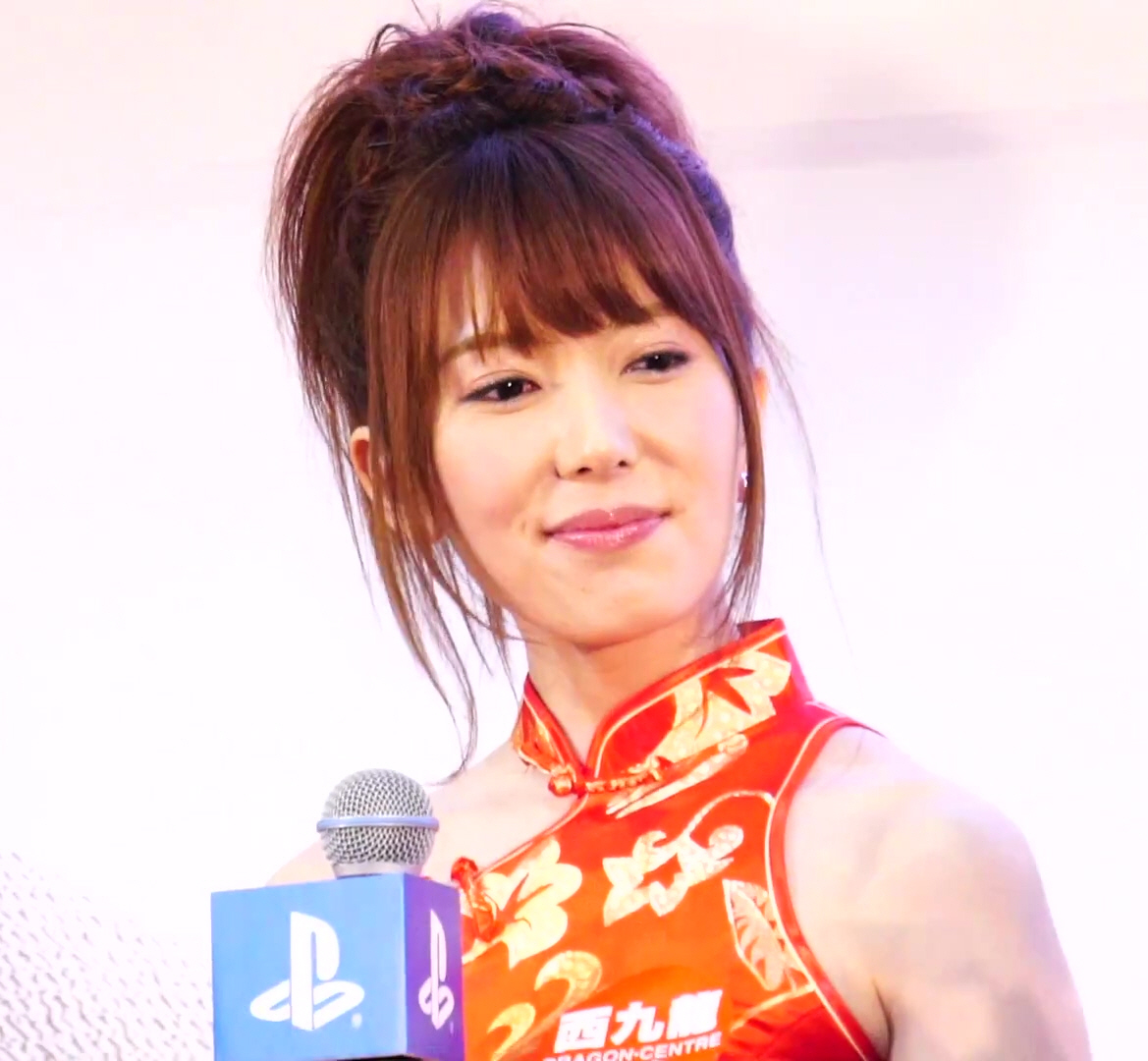
Hatano vào năm 2016

Hatano đã có cơ hội làm việc bên ngoài ngành công nghiệp AV Nhật Bản. Cô đóng một vai trong bộ phim năm 2013 "Sou shen ji" (tiếng Trung Quốc: 搜神记, "Tìm kiếm linh hồn"), một bộ sưu tập các câu chuyện siêu nhiên ngắn. Cô cũng được đưa vào vai chính trong bộ phim năm 2015 của Đại Loan "Sashimi" (tiếng Trung: 沙西米, phiên âm của "sashimi").
Ngoài làm việc trong ngành công nghiệp phim người lớn Nhật Bản, Hatano còn tham gia vào ngành công nghiệp âm nhạc với vai trò thành viên của nhóm nhạc idol me-me*. Nhóm này cũng có sự tham gia của các diễn viên phim người lớn khác như Shiori Kamisaki, Ruka Kanae và Maika. Họ đã khởi động chiến dịch gây quỹ cho album đầu tiên của mình thông qua trang web gây quỹ Campfire vào ngày 1 tháng 11 năm 2015. Sau đó, me-me* đã tổ chức buổi hòa nhạc cuối cùng của mình vào ngày 20 tháng 3 năm 2016. Hiện tại, Hatano là thành viên của đơn vị idol T♡Project cùng với Hibiki Ōtsuki và Ruka Kanae.
Vào ngày 26 tháng 8 năm 2015, Công ty EasyCard của Đài Loan thông báo rằng họ sẽ đưa hình ảnh của Hatano lên thẻ thanh toán giao thông công cộng của họ. Công ty cho biết sẽ phát hành hai phiên bản thẻ sưu tầm, được trang bị hình ảnh của Hatano khi cô đang mặc quần áo: một phiên bản "ác quỷ" và một phiên bản "thiên thần". Tuy nhiên, quyết định của EasyCard thu hút chỉ trích tại Đài Loan từ các tổ chức bảo vệ phụ nữ và các phụ huynh vì lo ngại về việc sử dụng hình ảnh của một diễn viên phim người lớn. Ngoài ra, còn có tranh cãi khi phát hiện ra rằng một trong những hình ảnh trên thẻ đã từng được sử dụng làm bìa cho một trong các bộ phim người lớn của Hatano. Tuy nhiên, EasyCard vẫn quyết định phát hành thẻ giao thông này và tất cả 15.000 thẻ được bán hết chỉ trong một đêm.
Năm 2017, Hatano xuất hiện làm khách mời trên chương trình truyền hình công cộng Đài Loan Guess Who (tiếng Trung: 誰來晚餐, Ai sẽ đến ăn tối?). Cô được mời để tìm hiểu về tổ chức phi lợi nhuận Hand Angel (tiếng Trung: 手天使), cung cấp dịch vụ tình dục cho những người khuyết tật về thể chất.
Hatano cũng xuất hiện trong các trò chơi điện tử với vai trò là đại diện cho các trò chơi di động như trò chơi nhập vai Đài Loan "Shén guǐ huànxiǎng" (tạm dịch là "Thần Quỷ Hoa Tưởng") vào năm 2014. Cô cũng cho giọng và hình ảnh của mình để đóng vai một nữ tiếp viên trong trò chơi "Yakuza Kiwami" và phiên bản được nâng cấp của "Yakuza 3" trên hệ máy PlayStation 4.